# Arena 2000
Arena 2000 je aréna ve městě Jaroslavl v centrálním Rusku. Otevřen byl v roce 2001. Nachází se v rezidenční čtvrti Něftěstroj. V areálu hrává domácí zápasy klub KHL HK Lokomotiv, konají se zde koncerty a další společenské akce.
Celková plocha činí 33 620 m². Velikost hřiště je 60×30 m. Maximální kapacita při hokejových zápasech je 9070 osob, při koncertech 8795 osob. Z lední verze na koncertní se stadion promění za 1,5 dne.

## Historie
Rozhodnutí postavit novou lední arénu v Jaroslavli přišlo v roce 1997 poté, co se místní hokejový tým „Torpedo“ (nyní Lokomotiv) poprvé stal mistrem Ruska – zájem obyvatel města o hokej vzrostl a stávající stadión Avtodizel kapacitně i technicky již nevyhovoval. Otevření proběhlo 12. října 2001 utkáním mezi Lokomotivem a Ladou Togliatti.
Arena 2000 je největší kryté koncertní místo ve městě. Vystoupili tady ruští interpreti – Naděžda Babkina, Nikolaj Baskov, Dima Bilan, Elena Vaenga, Oleg Gazmanov, Larisa Dolina, Maxim, Oleg Mityaev, Igor Nikolaev, Philip Kirkorov, Dima Malikov, Kristina Orbakaite, skupiny Tatu, Disco Crash, Bestie, Alisa, Splin, Nоgu svеlо!, BI-2, Mašina vremeni, DDT, Lube, Kar-Man, Mamulki Bend, jakož i zahraniční umělci jako Scorpions, Deep Purple, Smokie, Ottawan, Patricia Kaas, Demis Roussos, In-Grid, Toto Cutugno, Londonbeat, Bomfunk MC's, 30 Seconds to Mars, CC Catch a jiní.
Konaly se zde soutěže v bojích bez pravidel, Delfské hry mládeže Ruska a různé lední revue.
7. září 2013, v den druhého výročí hromadného úmrtí hokejistů klubu Lokomotiv Jaroslavl při leteckém neštěstí, byl před sportovním areálem otevřen památník Hokejového bratrstva. Autory pomníku je skupina architektů z Jaroslavle a Ivanova. 37 ocelových holí je naskládáno tak, že v jednom úhlu představují padajícího ptáka a v jiném – vzlétající letadlo.